# Битка код Вилависиосе
Битка код Вилависиосе одиграла се 10. децембра 1710. године током Рата за шпанско наслеђе један дан након битке код Бривеге. Ова битка је представљала стратешку победу франко-шпанских снага и њоме је задат коначни ударац Великој алијанси у Шпанији.